# Éric le Chanony
Éric le Chanony, né le 28 février 1968 à Amiens, est un bobeur français.
Il a pris part aux compétitions dans les années 1990 et 2000. Il a notamment remporté les championnats du monde de bobsleigh à quatre en 1999 à Cortina d'Ampezzo sur la piste Eugenio Monti (avec Bruno Mingeon, Emmanuel Hostache et Max Robert), a remporté la médaille de bronze du bob à 4 lors des Jeux olympiques d'hiver de 1998 à Nagano avec les mêmes coéquipiers, ainsi qu'une médaille de bronze en bob à deux lors des championnats du monde 1995 à Winterberg (avec Éric Alard).
En 2009, il devient Directeur technique adjoint au sein de la Fédération française des sports de glace (FFSG).

## Palmarès

### Jeux olympiques
- : médaillé de bronze de bob à 4 à Nagano (Japon) aux Jeux olympiques d'hiver de 1998.

### Championnats du monde
- : médaillé de bronze en bob à 2 aux championnats monde de 1995.
- : médaillé d'or en bob à 4 aux championnats monde de 1999.